# 다이헤이촌 (아키타현)
다이헤이촌(太平村)은 아키타현 미나미아키타군에 설치되었던 촌이다.